# کانگ مین آه
کانگ مین آه (کره‌ای: 강민아؛ زادهٔ ۲۰ مارس ۱۹۹۷) بازیگر اهل کره جنوبی است. او به خاطر ایفای نقش در کارآگاهان دبیرستان دخترانه (۲۰۱۴)، زیبایی حقیقی (۲۰۲۰) و در دوردست، بهار سبز است (۲۰۲۱) شناخته می‌شود.

## فیلم‌شناسی

### فیلم
| سال  | عنوان                        | نقش                  | منابع |
| ---- | ---------------------------- | -------------------- | ----- |
| ۲۰۰۹ | به سوی دریا                  | سو یون               |       |
| ۲۰۱۰ | Baeckkajehae (百家濟海)      | جوانی سو وونگ        |       |
| ۲۰۱۱ | دردناک                       | خواهر بزرگتر نام سون |       |
| ۲۰۱۱ | آبنبات انگور: قول ۱۷ سال پیش | جوانی سو را          |       |
| ۲۰۱۴ | مرد عاشق                     | سونگ جی              | [ ۳ ] |
| ۲۰۱۴ | زنان شکارچی                  | جوانی هونگ دان       |       |
| ۲۰۱۶ | هیا                          | چوی هان جو           | [ ۴ ] |
| ۲۰۱۸ | پارک هوا یونگ                | اون می جونگ          |       |

### مجموعه تلویزیونی
| سال       | عنوان                                 | نقش                 | توضیحات       | منابع  |
| --------- | ------------------------------------- | ------------------- | ------------- | ------ |
| ۲۰۱۲      | عشق، عشق من                           | یو یی جو            |               |        |
| ۲۰۱۳      | جانگ اوک‌جونگ، زندگی برای عشق          | جوانی جانگ اوک جونگ |               | [ ۵ ]  |
| ۲۰۱۴–۲۰۱۵ | کارآگاهان دبیرستان دخترانه            | یون می دو           |               | [ ۶ ]  |
| ۲۰۱۵      | تشویق کن                              | پارک دال می         |               | [ ۷ ]  |
| ۲۰۱۶      | هی روح، بیا بجنگیم                    | اون سونگ            |               | [ ۸ ]  |
| ۲۰۱۶      | درامای ویژه کی‌بی‌اس – جهانی بدون نوزده | یون سو کیونگ        | درام تک قسمتی | [ ۹ ]  |
| ۲۰۱۷–۲۰۱۸ | مودولاو                               | کانگ مین آه         |               | [ ۱۰ ] |
| ۲۰۲۰      | مموریست                               | سول چو وون          |               | [ ۱۱ ] |
| ۲۰۲۰–۲۰۲۱ | زیبایی حقیقی                          | چوی سو آه           |               | [ ۱۲ ] |
| ۲۰۲۱      | فراتر از شیطان                        | کانگ مین جونگ       |               | [ ۱۳ ] |
| ۲۰۲۱      | در دوردست، بهار سبز است               | کیم سو بین          |               | [ ۱۴ ] |
| ۲۰۲۲      | گاوس الکترونیک                        | گون کانگ می         |               | [ ۱۵ ] |

### مجموعه اینترنتی
| سال  | عنوان                     | نقش        | توضیحات | منابع  |
| ---- | ------------------------- | ---------- | ------- | ------ |
| ۲۰۱۶ | تومارو بوی                | جو آه را   |         | [ ۱۶ ] |
| ۲۰۱۷ | میان عشق و دوستی          | یو یو جونگ | فصل ۲   | [ ۱۷ ] |
| ۲۰۱۹ | عشق بوزر                  | هونگ چو یی |         | [ ۱۸ ] |
| ۲۰۱۹ | ای تین ۲                  | چا آه هیون |         | [ ۱۹ ] |
| ۲۰۱۹ | خانه جهانی مونچوچو        | کانگ یو نا |         | [ ۲۰ ] |
| ۲۰۲۰ | دمای زبان: نوزده سالگی ما | هان یو ری  |         | [ ۲۱ ] |
| ۲۰۲۲ | معجزه                     | لی سو رین  |         | [ ۲۲ ] |